# Wagrain
Wagrain (Beiers: Wòugroâ, Wògroâ) is een gemeente in de Oostenrijkse deelstaat Salzburger Land die deel uitmaakt van het district Sankt Johann im Pongau.
Wagrain telt 3127 inwoners.
Het plaatsje ligt tussen de districtshoofdstad Sankt Johann im Pongau en het dorp Flachau.
In de winter zijn er veel meer mensen te vinden: de voornaamste inkomstenbron van Wagrain is de wintersport. Bij Wagrain ligt 244 km piste; 103 km blauwe piste, 129 km rode piste en 12 km zwarte piste. Wagrain maakt deel uit van de Salzburger Sportwelt, en de skipas is ook geldig in Ski amadé een verzameling van skigebieden met in totaal ruim 600 kilometer piste.
In Wagrain leefde en werkte de priester-dichter Joseph Mohr, de auteur van het kerstlied Stille Nacht. Op de weg tussen de kerk van Wagrain en de pastorie, waar Mohr leefde, is een openluchttentoonstelling - gewijd aan zijn leven - te zien.

## Foto's

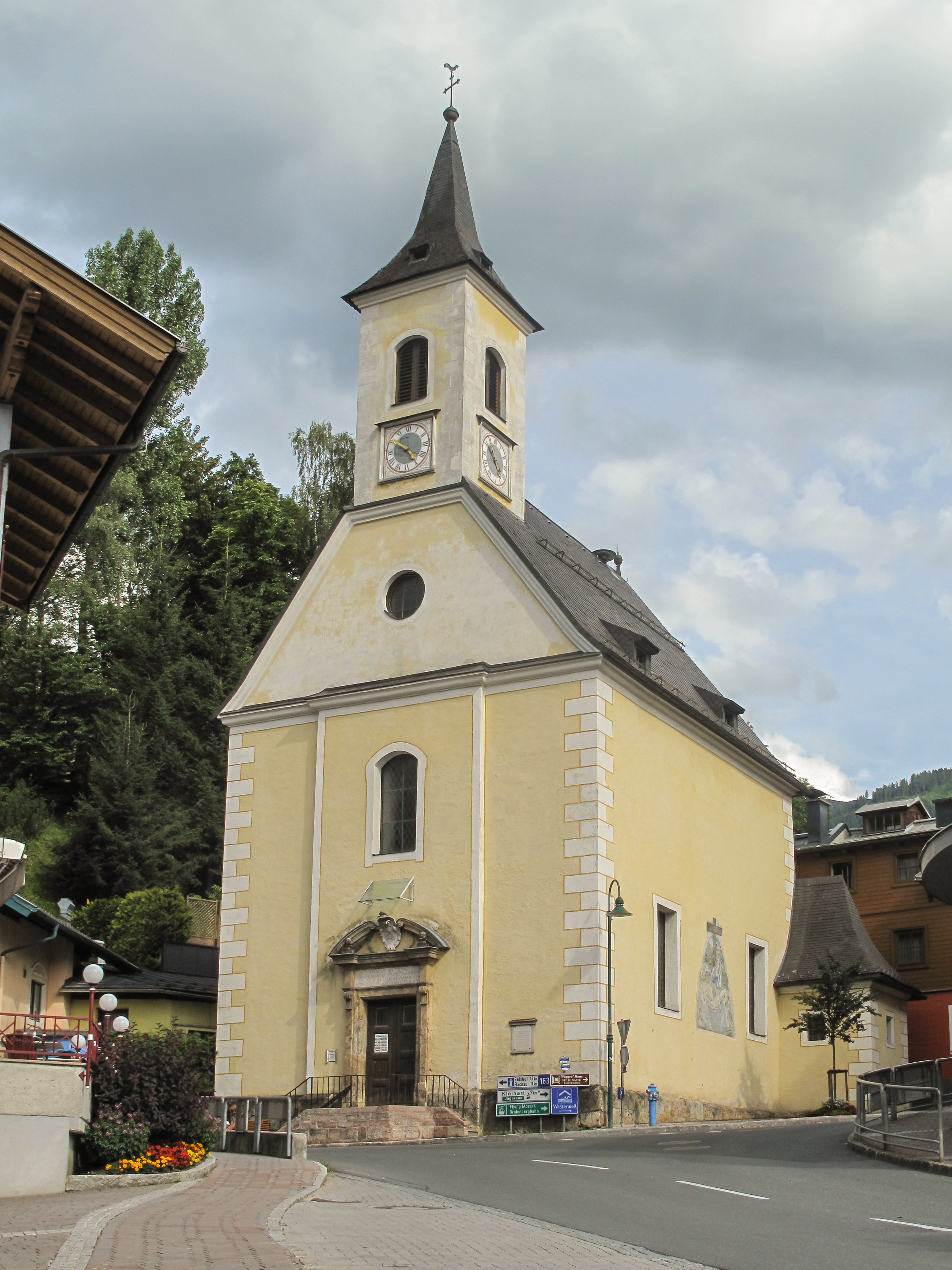
Wagrain, kerk
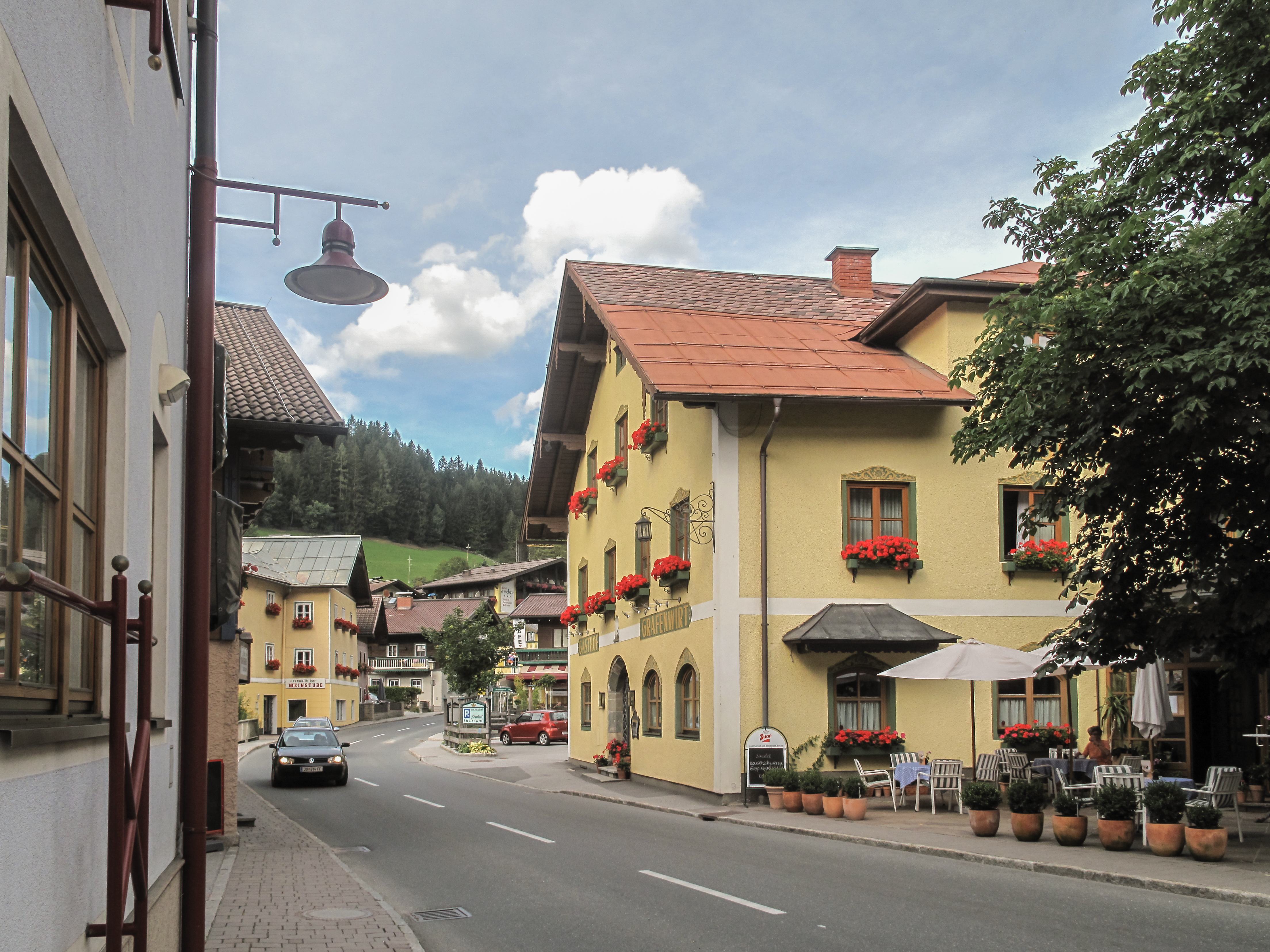
Wagrain, straatzicht